# Radical 90
Le radical 90, qui signifie un demi de tronc d'arbre ou le bois coupé, est un des 35 des 214 radicaux chinois répertoriés dans le dictionnaire de Kangxi composés de quatre traits.
Le caractère Unicode de 爿 est 723F.

## Caractères avec le radical 90
| nombre de traits          | caractères |
| ------------------------- | ---------- |
| Sans trait supplémentaire | 爿 丬      |
| 4 traits supplémentaires  | 牀         |
| 5 traits supplémentaires  | 牁         |
| 6 traits supplémentaires  | 牂         |
| 9 traits supplémentaires  | 牃         |
| 10 traits supplémentaires | 牄         |
| 11 traits supplémentaires | 牅         |
| 13 traits supplémentaires | 牆         |